# Battaglia di Stromboli
La prima battaglia di Stromboli, nota anche come battaglia delle isole Lipari, fu uno scontro navale che ebbe luogo l'11 febbraio 1675 al largo della Sicilia, tra una flotta spagnola comandata dal marchese de Viso e una squadra francese comandata dal duca di Vivonne, incaricato di portare soccorso alla città di Messina che si era ribellata agli spagnoli.

## Il contesto
Per sostenere le rivolte siciliane scoppiate contro la dominazione spagnola ed il governo di re Carlo II, Luigi XIV decise di impegnare la flotta francese per portare aiuto ai siciliani. Nel settembre del 1674, la città di Messina aveva già ricevuto i primi soccorsi per opera del marchese di Valavoire e del cavaliere de Valbelle, i quali occuparono contestualmente la città in nome del re di Francia.
Il 29 gennaio 1675, una possente squadra partì dal porto di Tolone. L'ammiraglio Duquesne si trovava al comando dell'avanguardia, sottoposto agli ordini del duca di Vivonne. Questa era composta dai seguenti bastimenti:
| - Le Sceptre, 80 cannoni, duca di Vivonne; - L'Heureux, 60 cannoni, capitano de la Bretèche ; - Le Parfait, 56 cannoni, capitano de Châteauneuf ; - Le Triomphant, 60 cannoni, marchese di Preuilly d'Humières (capo squadra) - Le Fidèle, 56 cannoni, capitano de Cogolin; - Le Saint-Michel, 60 cannoni, marchese du Quesne (tenente generale) ; - L’Apollon, 56 cannoni, capitano de Forbin l'aîné; - Le Vaillant, 32 cannoni, capitano de Septesmes. |

Questo bastimento venne accompagnato inoltre da un convoglio di navi mercantili e da trasporto. I venti sfavorevoli costrinsero la flotta a sostare alle îles d'Hyères. La squadra giunse a Messina l'11 febbraio 1675. Gli abitanti invocarono la protezione di Luigi XIV e innalzarono lo stendardo francese sulla sede dell'amministrazione cittadina.

## La battaglia
La flotta francese trovò subito gli spagnoli che, dopo aver unito i loro vascelli e le loro galee a quelli inviati dal Regno di Sicilia, dal Regno di Napoli e dal Regno di Sardegna, radunarono in tutto trentasette navi, con la quale bloccarono completamente l'ingresso al porto della città. La flotta era comandata da Melchor Fernández de la Cueva y Enríquez de Cabrera.
Il duca di Vivonne, che disponeva di soli otto vascelli da guerra, una fregata e tre navi incendiarie, era accompagnato da un gran numero di bastimenti carichi di truppe, viveri, armi e altri mezzi di soccorso provvisti dagli abitanti.
Un vento da nord-est, favorevole alle galee spagnole, iniziò a soffiare. I vascelli spagnoli, col vento in poppa, si accanirono sulla squadra francese, ma purtroppo le loro manovre per avvicinarsi agli avversari furono troppo lente. Gli spagnoli a questo punto si concentrarono nell'attacco della nave del tenente generale Duquesne che sapevano essere il principale consigliere militare del duca di Vivonne.
La battaglia infuriò per quattro ore, quando Vivonne si rese conto che le galee spagnole stavano esitando nei combattimenti. A questo punto egli ordinò a tutte le sue navi di raccogliersi in un unico squadrone sotto il comando del marchese di Preuilly che ancora non aveva partecipato agli scontri. La scelta di Vivonne ebbe un impatto decisivo: le navi francesi, questa volta col vento in poppa, attirarono subito l'attenzione degli spagnoli che intervennero con l'intento di bloccarli..
Le forze francesi riuscirono a respingere i nemici che fecero vela verso il porto di Napoli, dopo aver perso quattro vascelli e un gran numero di marinai, mentre la flotta francese poté trionfalmente entrare nel porto di Messina.

## Gli sviluppi successivi
Due mesi dopo lo scontro, il 22 aprile 1675, i senatori di Messina si riunirono nella cattedrale della città per giurare fedeltà a Luigi XIV, mentre il maresciallo de Vivonne venne ricevuto e riconosciuto come Viceré.
La battaglia di Stromboli fu una significativa vittoria francese, sia politica che militare. 
L'anno successivo, una nuova flotta ispano-olandese, sotto il comando dell'ammiraglio olandese Michiel de Ruyter, si scontrò senza esito, con la flotta francese nella Battaglia di Alicudi (8 gennaio 1676).